# Campionati del mondo di ciclismo su pista 2016 - Inseguimento individuale maschile
La gara di inseguimento individuale maschile ai campionati del mondo di ciclismo su pista si è svolta il 4 marzo 2016.

## Podio
| Pos.    | Atleta            | Nazionalità   |
| ------- | ----------------- | ------------- |
| Oro     | Filippo Ganna     | Italia        |
| Argento | Domenic Weinstein | Germania      |
| Bronzo  | Andrew Tennant    | Gran Bretagna |

## Risultati

### Qualificazioni
I migliori 2 tempi si qualificano alla finale per l'oro, il terzo e quarto tempo alla finale per il bronzo
| Posizione | Atleta                   | Nazione       | Tempo    | Gap     | Note |
| --------- | ------------------------ | ------------- | -------- | ------- | ---- |
| 1         | Filippo Ganna            | Italia        | 4:16.127 |         | Q    |
| 2         | Domenic Weinstein        | Germania      | 4:16.206 | +0.079  | Q    |
| 3         | Owain Doull              | Gran Bretagna | 4:17.698 | +1.571  | q    |
| 4         | Andrew Tennant           | Gran Bretagna | 4:18.944 | +2.817  | q    |
| 5         | Mikhail Shemetau         | Bielorussia   | 4:19.017 | +2.890  |      |
| 6         | Kirill Sveshnikov        | Russia        | 4:19.815 | +3.688  |      |
| 7         | Dylan Kennett            | Nuova Zelanda | 4:19.992 | +3.865  |      |
| 8         | Michael Hepburn          | Australia     | 4:21.865 | +5.738  |      |
| 9         | Dion Beukeboom           | Paesi Bassi   | 4:24.574 | +8.447  |      |
| 10        | Thomas Denis             | Francia       | 4:25.208 | +9.081  |      |
| 11        | Jonathan Dufrasne        | Belgio        | 4:26.016 | +9.889  |      |
| 12        | Silvan Dillier           | Svizzera      | 4:26.538 | +10.411 |      |
| 13        | Dmitrij Sokolov          | Russia        | 4:28.355 | +12.228 |      |
| 14        | Rémi Pelletier-Roy       | Canada        | 4:28.510 | +12.383 |      |
| 15        | Frank Pasche             | Svizzera      | 4:28.582 | +12.455 |      |
| 16        | Vicente García de Mateos | Spagna        | 4:29.483 | +13.356 |      |

### Finali
| Posizione         | Atleta            | Nazione       | Tempo    | Gap    |
| ----------------- | ----------------- | ------------- | -------- | ------ |
| Finale per l'Oro  |                   |               |          |        |
| 1                 | Filippo Ganna     | Italia        | 4:16.141 |        |
| 2                 | Domenic Weinstein | Germania      | 4:18.275 | +2.134 |
| Bronze Medal Race |                   |               |          |        |
| 3                 | Andrew Tennant    | Gran Bretagna | 4:18.301 |        |
| 4                 | Owain Doull       | Gran Bretagna | 4:18.476 | +0.175 |